# Yangon United Football Club
O Yangon United Football Club é um clube de futebol com sede em Yangon, Myanmar. A equipe compete no Campeonato Birmanês de Futebol.

## História
O clube foi fundado em 2009.

## Títulos
- Campeonato Birmanês: 2018, 2015, 2013, 2012 e 2011